# کلاب مد
کلاب مد (انگلیسی: Club Med) شرکت گردشگری فرانسوی است، که در سال ۱۹۵۰ تأسیس شد و هم‌اکنون از شرکت‌های زیرمجموعه گروه فوسان می‌باشد.